# Колісник Віталій Валентинович
Віталій Валентинович Колісник народився 27 березня 1983 року в с. Насташка на Київщині.
З медаллю закінчивши місцеву школу, вступив до Національної академії
державної податкової служби України. У 2004 році отримав диплом юриста за
спеціальністю «Правоохоронна діяльність».
Працював у Білоцерківському відділі податкової міліції. 
Остання посада –
старший оперуповноважений з ОВС першого оперативного відділу
управління боротьби з економічними злочинами Головного управління ДФС в
Київській області.
За участь в АТО в 2016 році був нагороджений відзнакою Президента
України; за особисту мужність і відвагу, проявлені в найгарячіших точках,
нагороджений знаком народної пошани – медаллю «За відвагу».
Після повномасштабного вторгнення, 15 березня 2022 року, призваний на
військову службу. Маючи посаду підполковника податкової служби, міг
знайти можливість відмовитися, але він був справжнім офіцером. Коли
почали формувати спеціальний загін, увійшов до його складу одним із
перших. Став стрільцем стрілецької роти в/ч А 7298 (окремого батальйону
територіальної оборони). 
Захищав Київщину, потім – Луганщину.
У бою поблизу м. Лисичанська Донецької області був важкопоранений.

5 липня 2022 року серце воїна зупинилося.
Герой повернувся до рідної Насташки, аби знайти вічний спочинок на
місцевому кладовищі.
| Емблема Збройних сил України | Це незавершена стаття про військового чи військову Збройних сил України. Ви можете допомогти проєкту, виправивши або дописавши її. |

1. ↑  На жаль, найкращих Героїв забирають Небеса. Проте, пам'ять про кожного нашого воїна буде жити вічно у наших серцях!. rokytnyanska-gromada.gov.ua (укр.). Процитовано 7 лютого 2025.
2. ↑  МИ ПАМ’ЯТАЄМО КОЖНОГО, ХТО ВІДДАВ СВОЄ ЖИТТЯ, ЗАХИЩАЮЧИ УКРАЇНУ. rokytnyanska-gromada.gov.ua (укр.). Процитовано 7 лютого 2025.